# Michał Waleczny
Michał Waleczny (rum. Mihai Viteazul; ur. 1557, zm. 9 sierpnia 1601 w Turdzie) – hospodar Wołoszczyzny w latach 1593–1600, hospodar Mołdawii w roku 1600, książę Siedmiogrodu w latach 1599–1600. Jedna z najznaczniejszych postaci w historii Rumunii, symbol oporu przeciwko Turkom oraz jedności Rumunii (jako pierwszy władca, który zjednoczył pod swoim berłem trzy główne części dzisiejszej Rumunii).
Jego wizerunek został umieszczony na rumuńskiej monecie obiegowej o nominale 100 lejów bitej w latach 1991-1996.

## Pochodzenie i początki panowania na Wołoszczyźnie
Pochodzenie Michała Walecznego jest niepewne – najprawdopodobniej nie pochodził z panującej dotąd wołoskiej dynastii Basarabów, choć według niektórych badaczy mógł być nieślubnym synem hospodara Patrascu Dobrego. Blisko związany z rodem Buzescu, piastował ważne stanowiska przy dworze hospodarskim w końcu XVI w. Związany z opozycją wobec Aleksandra Złego zbiegł do Stambułu, gdzie w 1593 zdołał uzyskać (zapewne po prostu kupić) sułtańską nominację na tron hospodarski.

## Umacnianie pozycji wobec Turcji
Mimo iż tron zawdzięczał Turkom, już wkrótce obrócił się przeciwko nim. Zawarłszy sojusz z Mołdawią oraz otrzymawszy poparcie Habsburgów wypędził w 1594 Turków ze swojego księstwa i rozpoczął wojnę z sułtanem. Mimo kolejnych sukcesów militarnych (także na południowym brzegu Dunaju) sytuacja Michała w 1595 stała się trudna – wbrew jego stanowisku jego posłowie zawarli układ z Zygmuntem Batorym oddając Wołoszczyznę w lenno Siedmiogrodowi, a Turcy podjęli kontruderzenie. Mimo zwycięstwa w bitwie pod Călugăreni w sierpniu 1595, Michał musiał uciec w góry, a główne miasta księstwa dostały się w ręce tureckie. Dopiero zimą, korzystając z pomocy siedmiogrodzkiej oraz najemników włoskich Michał wyparł Turków z Wołoszczyzny, zdobywając między innymi Giurgiu i Braiłę. Mimo zerwania sojuszu z Mołdawią (w której toczyły się walki o tron), zdołał powstrzymać kolejną wyprawę turecką w 1596, po czym został zatwierdzony jako hospodar przez sułtana.
Po tym sukcesie Michał podjął działania na rzecz uporządkowania sytuacji wewnętrznej w swoim państwie, a także zdobycia solidnego oparcia zagranicznego wobec Turcji. W 1598 zawarł sojusz z Austrią, który jeszcze wzmocnił jego pozycję wobec Turcji (choć nadal płacił na jej rzecz haracz), co więcej – w tym samym roku najechał południowy brzeg Dunaju odnosząc kilka zwycięstw, dzięki czemu podpisany został pokój z Turcją.

## Wojna z Siedmiogrodem
Te sukcesy, umacniające pozycję Michała na arenie międzynarodowej, powodowały jednak podsycanie przez Stambuł wewnętrznej opozycji bojarskiej, która kilkakrotnie w tym czasie próbowała zorganizować spiski w celu obalenia hospodara. Zagrożenie pojawiło się także od północy – książę Siedmiogrodu Andrzej Batory zamierzał wprowadzić na tron wołoski życzliwego Polsce Szymona Mohyłę. Michał zareagował na to uderzeniem na Siedmiogród, w październiku 1599 pokonał Andrzeja Batorego w bitwie pod Șelimbărem – Andrzej zginął, a Michał objął rządy w Siedmiogrodzie (zastępstwo na Wołoszczyźnie powierzając swemu synowi Mikołajowi Patrascu).

## Opanowanie Mołdawii

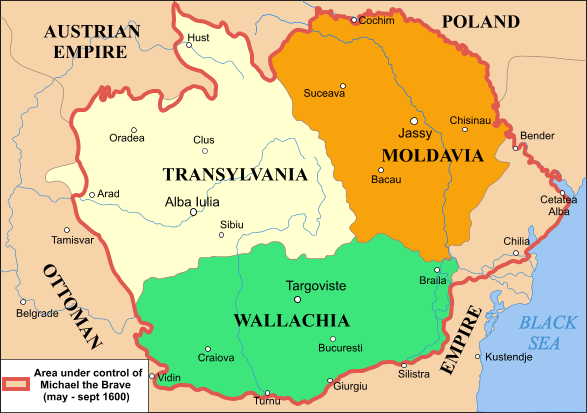
Zasięg panowania Michała Walecznego w 1600

To zwycięstwo postawiło w trudnym położeniu Mołdawię pozostającą pod rządami rodu Mohyłów, blisko związanego z Polską. Próby Michała uzyskania polskiego poparcia do zajęcia tronu mołdawskiego spełzły na niczym, wobec czego wiosną 1600 uderzył na Mołdawię zbrojnie. W ciągu kilku tygodni zdobył praktycznie całą Mołdawię (oparł mu się zamek w Chocimiu) i zaczął używać tytułu hospodara mołdawskiego.

## Powstanie szlachty w Siedmiogrodzie
Kolejny sukces jednak jeszcze wzmocnił opozycję wobec niego. Do Turcji (z oczywistych względów niezadowolonej z sukcesów Michała i zjednoczenia przezeń ziem rumuńskich), bojarów wołoskich (których pozycja znacząco osłabła, szukających pomocy w Stambule) oraz panów siedmiogrodzkich (niezadowolonych z poparcia przez Michała chłopskiego żywiołu prawosławnego – m.in. jeszcze w 1595 Michał zapewnił objęcie Siedmiogrodu zasięgiem prawosławnej metropolii wołoskiej), dołączyli bojarzy mołdawscy, a także Polska. Jesienią 1600 wybuchło powstanie szlachty węgierskiej w Siedmiogrodzie, wsparte wkrótce przez interwencję austriacką. We IX 1600 Michał poniósł klęskę w bitwie pod Mirăslău i utracił Siedmiogród.

## Wyprawa Zamoyskiego
Jednocześnie Mołdawię zajęły siły polskie Jana Zamoyskiego, które wkrótce wkroczyły także na Wołoszczyznę. 20 października Zamoyski pokonał Michała w rozstrzygającej bitwie pod Bukowem. Michał próbował jeszcze oporu w Oltenii, ale po kolejnych porażkach uciekł za granicę kilka tygodni później.

## Poparcie Wiednia i śmierć
Michał udał się do Wiednia, by próbować odzyskać poparcie Habsburgów i wkrótce rzeczywiście otrzymał kolejną szansę. Gdy w lutym 1601 wybuchło powstanie antyhabsburskie w Siedmiogrodzie, Wiedeń wsparł starania Michała. Ten zaczął odzyskiwać wpływy na Wołoszczyźnie, a w sierpniu pokonał powstańców w Siedmiogrodzie pod Gorăslău. W interesie Habsburgów nie leżało jednak ponowne wzmocnienie Michała – wykorzystawszy go do stłumienia powstania i osłabienia propolskiego Szymona Mohyły na Wołoszczyźnie, zdecydowali pozbyć się Michała – został zamordowany 9 sierpnia w obozie wojskowym pod Turdą pod pretekstem zdrady na rzecz Turcji.

## Znaczenie moralne
Krótkie rządy Michała Walecznego w trzech państwach rumuńskich nie zmieniły ich faktycznego położenia i uzależnienia od potężnych sąsiadów. Kilka lat po jego śmierci Mołdawia i Wołoszczyzna powróciły pod panowanie tureckie. Podjęta jednak przez Michała próba wykreowania w tym regionie samodzielnego bytu politycznego nie została zapomniana. Ilekroć pojawiała się idea zjednoczenia ziem rumuńskich i odrzucenia dominacji sąsiednich mocarstw, to właśnie imię Michała Walecznego widniało na sztandarach jej zwolenników. Tak też było w XIX w., gdy powstawało zjednoczone państwo rumuńskie.